# Eulogio F. de Celis
Eulogio F. de Celis (septiembre de 1845 - 14 de mayo de 1903) fue un ranchero californiano, editor de periódicos y político. Fue propietario de la mayor parte del Valle de San Fernando y también fue miembro del Consejo Común de Los Ángeles.

## Vida personal
Eulogio F. de Celis nació en el Pueblo de Los Ángeles, hijo de Eulogio de Celis (padre) y Josefa Arguello, ambos de ascendencia española. Su padre se había establecido en la Alta California mexicana en 1836, y su madre era hija del gobernador de Alta California Luis Antonio Argüello. Adquirieron el Rancho Ex-Misión San Fernando del gobernador mexicano Pío Pico en 1846.
El joven Eulogio se educó en Inglaterra y en Francia. La familia se trasladó a España en 1854. Cuando el mayor de los Celis murió en 1869, la familia regresó a Los Ángeles.
En 1854 de Celis (padre) vendió la mitad sur del rancho a Andrés Pico, hermano del gobernador. En 1875, de Celis (hijo) vendió la mitad norte restante de las posesiones de su difunto padre, que se enfrentaban a una ejecución hipotecaria, a Charles Maclay y George K. Porter.
Medios de comunicación
Los Angeles Times dijo de él que:
Gastaba dinero con profusión, y sus amigos y asociados compartían su generosidad, como recuerdan muchos antiguos colonos de la ciudad. Un historiador afirma que el señor De Celis compró un terreno cerca del emplazamiento del Hotel Westminster, construyó una de las mejores casas de la ciudad en aquella época y se la regaló a un amigo que se encontraba en una situación difícil.

Se le describe como un caballero pulido y culto de atractiva personalidad, que en su prosperidad tenía multitud de amigos, pero durante varios años antes de su muerte fue abyectamente pobre, y en un momento dado casi ciego, aunque más tarde se le devolvió parcialmente la vista.
Muerte
De Celis murió empobrecido en mayo de 1903, dejando una viuda, dos hijos y dos hijas. También tuvo dos hermanos, José Manuel y Pastor de Celis. El Times señaló:
Ayer hubo un pequeño y patético funeral en la vieja iglesia española. El ataúd era de lo más sencillo y no había flores; de hecho, ni siquiera portadores del féretro para llevarlo del coche fúnebre al altar. Unos pocos dolientes, un pequeño grupo de amigos de la familia de antaño, en su mayoría mujeres, siguieron el cuerpo llevado por hombres que pasaban en ese momento, por el pasillo hasta los asientos delanteros. Un espectador nunca habría imaginado... que el hombre... fue en su día una de las figuras conocidas de Los Ángeles, y el hijo de un prominente capitalista de los primeros tiempos que contaba sus leguas por miles... .

## Los Ángeles
Vocaciones
De Celis era editor del periódico en español La Cronica, que había sido fundado en Los Ángeles en 1872. En 1878 publicaba un periódico llamado La Reforma, y fue atacado editorialmente por Los Angeles Daily Herald, que dijo que no había pagado una factura que se le debía al Herald por la impresión de su periódico. "Que venga a pagar los cargos atrasados por el trabajo de imprenta y que se lleve sus planillas, y esta vez que las tenga lejos, porque es tan mal pagado que ya no nos someteremos a la preocupación del trabajo".
Tradujo al español Confessions of a Filibuster, de Horace Bell, que fue publicado por La Crónica en una serie durante octubre de 1877. Fue reproducido por el Museo de Guatemala en 1956.
También tradujo del español al inglés para un juicio la historia de Lastenia Abarta, una joven de 18 años enjuiciada por el asesinato de Francisco Chico Forster, hijo de Juan Forster, ocurrido en 1881.
Consejo común
De Celis fue elegido para representar al Distrito 3 en el Consejo Común de Los Ángeles, el órgano de gobierno de la ciudad, el 2 de diciembre de 1872, y fue reelegido el 1 de diciembre de 1873. Su segundo mandato terminó el 18 de diciembre de 1874.

## Valle de San Fernando

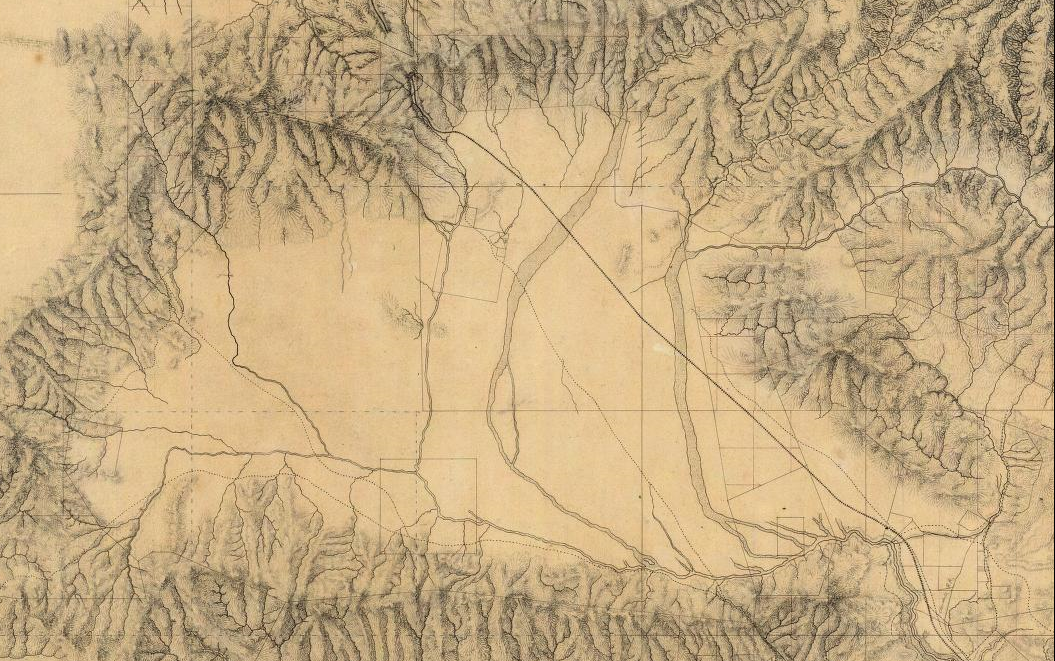
Valle de San Fernando: mapa de 1880 con límites de concesión de tierras.

El padre de Celis, conocido como Eulogio de Celis, se estableció en el Pueblo de Los Ángeles en 1836 y operó un negocio de comercio de pieles con Henry D. Fitch, Juan Temple y Abel Stearns. En 1846, para recaudar fondos de guerra durante la Intervención estadounidense en México, el gobierno de Pío Pico vendió las tierras secularizadas de la Misión de San Fernando al señor de Celis.
Con la cesión de California a los Estados Unidos tras la invasión estadounidense, el Tratado de Guadalupe Hidalgo de 1848 dispuso que se respetaran las concesiones de tierras. Tal y como exigía la Ley de Tierras de 1851, se presentó una reclamación ante la Comisión de Tierras Públicas de los Estados Unidos en 1852 y la concesión de tierras se patentó a Eulogio de Celis en 1873.
La merced, que supuestamente contenía catorce leguas cuadradas, estaba limitada al norte por el Rancho San Francisco y las Montañas Santa Susana, al oeste por las Colinas Simi, al este por el Rancho Tujunga y al sur por las Montañas de Portesuelo (Sierra de Santa Mónica). Cuando la concesión del Rancho Ex-Misión San Fernando fue patentada en 1873, se midió en casi veintiséis leguas cuadradas, la concesión de tierras más grande de California, que ascendía a "casi 120.000 acres, prácticamente todo el Valle excepto el Rancho Encino y algunos otros ranchos".
De Celis y sus hermanos, José Manuel y Pastor, cedieron una parcela de tierra en Newhall en el Valle de Santa Clarita para su uso como estación de ferrocarril por la suma de un dólar.
En 1875 Eulogio F. de Celis vendió lo que quedaba de las posesiones de su padre, que se enfrentaban a una ejecución de hipoteca, a Charles Maclay y George K. Porter por 125.000 dólares.